# Charles Jean-Baptiste Amyot
Charles Jean-Baptiste Amyot (23 september 1799, in Vendeuvre-sur-Barse - 13 oktober 1866, in Parijs) was een Frans advocaat en entomoloog.
Na de dood van zijn vader trok Amyot in bij zijn buurman. Dit was de entomoloog Jean Guillaume Audinet-Serville. De twee werden vrienden voor het leven en 
Audinet-Serville introduceerde hem in de entomologie. Amyot specialiseerde zich in hemiptera en samen schreven ze Histoire naturelle des insectes Hémiptères.
Ze beschreven een groot aantal voornamelijk insectensoorten voor het eerst.   
Amyot werd advocaat maar bleef gegrepen door het onderzoek naar insecten. Hij werd voorzitter van de Société entomologique de France en pleitte voor een andere 
manier van wetenschappelijke naamgeving voor dieren en planten, die afweek van de Binomiale nomenclatuur zoals die was geïntroduceerd door Carl Linnaeus.
Hij was hierin zo onverzettelijk dat hij veel mensen tegen zich in het harnas jaagde. Hierdoor ging het erelidmaatschap van de Société entomologique de France, 
dat normaal was weggelegd voor alle oud-voorzitters, aan zijn neus voorbij.     

## Taxa
Als eerbetoon zijn ook een aantal diersoorten vernoemd naar Amyot, zoals : 
- Glaucias amyoti, een schildwants.
- Formica amyoti, een schubmier.
- Lepidoxenetus amyoti, een blindwants